# سیارک ۳۰۹۳۴
سیارک ۳۰۹۳۴ (به انگلیسی: 30934 Bakerhansen، نامگذاری:1993WH) سی هزار و نهصد و سی و چهارمین سیارک کشف شده‌است که در ۱۶ نوامبر ۱۹۹۳ کشف شد.